# Virgin Islands National Guard

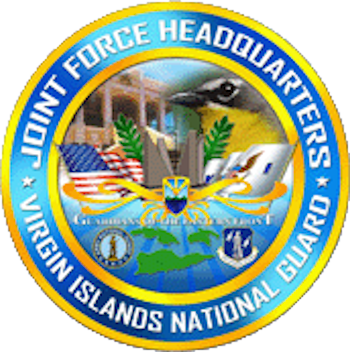
Logo der Virgin Islands National Guard

Die Virgin Islands National Guard (VING) des Außengebiets der Vereinigten Staaten U.S. Virgin Islands ist Teil der im Jahr 1903 aufgestellten Nationalgarde der Vereinigten Staaten (akronymisiert USNG) und somit auch Teil der zweiten Ebene der militärischen Reserve der Streitkräfte der Vereinigten Staaten.

## Organisation
Die Mitglieder der Nationalgarde sind freiwillig Dienst leistende Milizsoldaten, die dem Gouverneur der United States Virgin Islands (aktuell Albert Bryan) unterstehen. Bei Einsätzen auf Bundesebene ist der Präsident der Vereinigten Staaten Commander-in-Chief. Adjutant General of Virgin Islands ist Commander Kodjo S. Knox-Limbacker. Die Nationalgardeeinheiten des Staates werden auf Bundesebene vom National Guard Bureau (Arlington, VA) unter General Steven Nordhaus koordiniert.
Die Virgin Islands National Guard besteht aus den beiden Teilstreitkraftgattungen des Heeres und der Luftstreitkräfte, namentlich der Army National Guard und der Air National Guard. Die Virgin Islands Army National Guard hatte 2017 eine Stärke von 703 Personen, die Virgin Islands Air National Guard eine von 55, was eine Personalstärke von gesamt 758 ergibt. Sie ist zahlenmäßig somit die kleinste Nationalgarde der Vereinigten Staaten.

## Geschichte
Die Virgin Islands National Guard wurde erst 1973 gegründet. Die U.S. Virgin Islands unterhalten zurzeit keine Staatsgarde.

## Wichtige Einheiten und Kommandos
- Joint Forces Headquarters in St Croix

### Army National Guard
- 104th Troop Command
  - 661st Military Police Company
  - 652nd Engineer Detachment
  - 651st Surface Maintenance Company, Detachment
  - 630th Quartermaster Detachment
  - 51st Public Affairs Detachment
- 786th Combat Sustain Support Battalion (CSSB)
- 23rd Weapons of Mass Destruction Civil Support Team (CBRNE)

### Air National Guard
- 285th Civil Engineering Squadron